# Hygroamblystegium varium
Hygroamblystegium varium là một loài Rêu trong họ Amblystegiaceae. Loài này được (Hedw.) Mönk. mô tả khoa học đầu tiên năm 1911.